# Túrdulos Velhos

Migrações das tribos pré-românicas no território do atual Portugal: Rosa: Túrdulos; Castanho: Célticos; Azul: Lusitanos

Os Túrdulos Velhos (em latim: Turduli Veteres) foram um povo antigo de Celtiberos antiga tribo pertencente à antiga Lusitânia, dentro do grupo dos chamados Lusitanos, que viveram na parte sul do rio Douro, no que é hoje o norte de Portugal.
A sua capital foi Langóbriga (Longroiva, atualmente Fiães, perto de Santa Maria da Feira). A população dos túrdulos velhos estendia-se até outras cidades tais como Talábriga (junto de Branca, Albergaria-a-Velha), possivelmente Ópido Vaca (em latim: Oppidum Vacca; na região de Cabeço do Vouga) e também até à região de Vila Nova de Gaia, tal como comprovam as duas placas de bronze (Tesserae Hospitales) encontradas no Monte Murado em Pedroso (Castro Petroso é o que dá o nome a esta freguesia de Vila Nova de Gaia).
Os túrdulos velhos, eram uma tribo vizinha da tribo dos Pésures (Paesuri), ambas situadas na mesma região a sul do Rio Douro. 
Os túrdulos velhos (turduli veteres) e os  túrdulos oppidanos (turduli oppidani) eram um grupo pré-romano localizado na costa central do actual Portugal, entre o rio Tejo e rio Douro.

## História
Sendo uma extensão dos túrdulos, os túrdulos velhos percorreram até norte por volta do século 5 AC em conjunto com os Celtici e acabaram por se estabelecer na região noroeste da atual Beira Litoral, uma região costeira situada ao longo das bacias dos rios do Douro e Vaca (Vouga). Ao contrário dos seus vizinhos túrdulos opidanos, os túrdulos velhos parecem ter-se mantido independentes até o final do século I a.C. e parece plausível que eles tenham resistido às tentativas dos Lusitanos e dos Galaicos para incorporá-los nas respectivas federações tribais.
Eles não caíram sob o domínio Cartaginês no final do século III a.C. e parecem não ter participado da II Guerra Púnica. Sendo menos acostumados ao domínio estrangeiro do que seus irmãos tribais mais ao sul, os túrdulos velhos aliados com os Lusitanos e os Galaicos, suportaram o peso dos primeiros avanços militares romanos no noroeste ibérico. Em 138-136 a.C., o cônsul Décimo Júnio Bruto do Império Romano invadiu as suas terras e atacou Talábriga, em retaliação por eles terem ajudado os Lusitanos. No entanto, os túrdulos velhos sofreram o mesmo tratamento em 61-60 a.C., quando eles e os seus vizinhos túrdulos opidanos foram derrotados e incorporados na província Ulterior de Hispânia pelo Júlio César.

## Ligações exteriores
- Site da Câmara de Vila Nova de Gaia, publicação em PDF http://www.cm-gaia.pt/fotos/editor2/historia_vngaia.pdf
- Site da Junta de Freguesia de Pedroso e Seixelo https://www.pedroso-seixezelo.pt/historia.php
- Casa de Sarmento http://www.csarmento.uminho.pt/docs/ndat/rg/RGVE1999_022.pdf
- Património Cultural, Portal do Arqueólogo http://arqueologia.patrimoniocultural.pt/?sid=sitios.resultados&subsid=47895
- Universidade de Coimbra, Armando Coelho Ferreira da Silva https://alpha.sib.uc.pt/?q=content/tesserae-hospitales-do-castro-da-senhora-da-saúde-ou-monte-murado-pedroso-v-n-gaia-contribut